# Аліса Теґнер

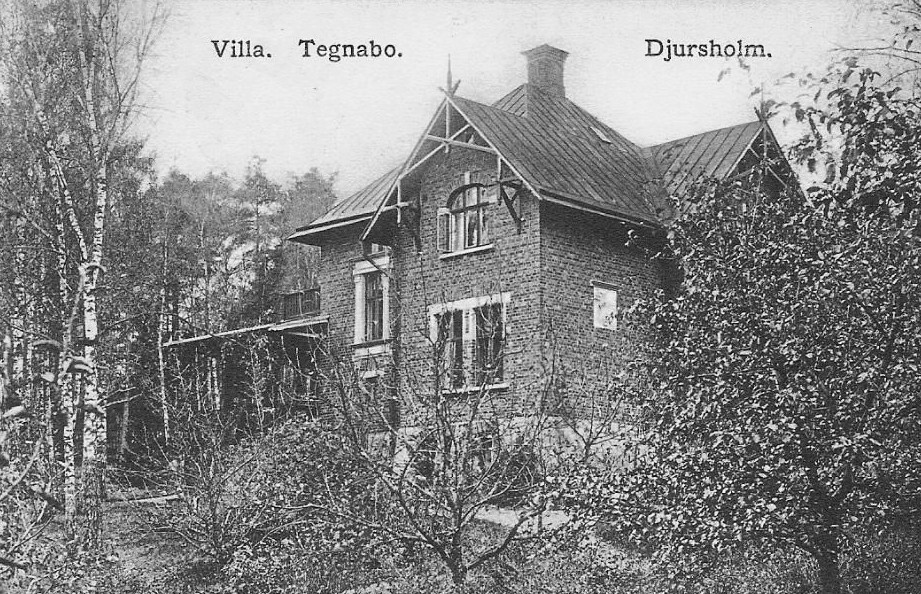
Вілла Аліси Теґнер у Юршгольмі. 1913 рік.

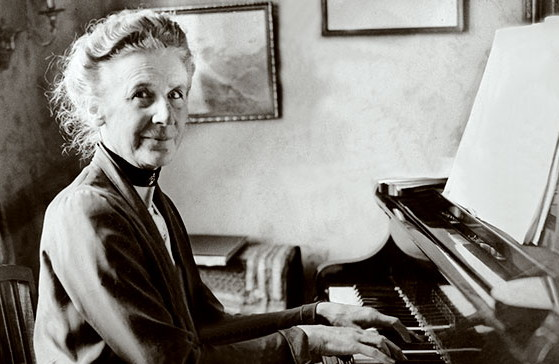
Аліса Теґнер за піаніно.

Алі́са Шарло́тта Те́ґнер (швед. Alice Charlotta Tegnér; * 12 березня 1864, Карлсгамн, Швеція — † 26 травня 1943, Стокгольм) — шведська композиторка, педагог і органістка.

## Біографічні дані
Аліса Шарлотта народилася в сім'ї морського капітана Едуарда і Софії Сандстремів (швед. Sandström) другою дитиною після сестри Нанни. Були ще брати — Едуард і Юн. Сестри не раз вибиралися в подорожі Балтійським морем на батьковому кораблі «Фалько». Батько любив музику й мав піаніно у своїй каюті. Там Аліса й складала свої перші мелодії. У неї був абсолютний музичний слух, і ще дитиною вона почала брати уроки гри на клавішних інструментах у карлсгамнських органістів: спершу Карла Фредріка Улльмана, а тоді в його наступника — Вільгельма Теодора Седерберга. У Сандстремів бракувало коштів на музичну освіту доньки Аліси, тож вона стала вчителькою, закінчивши Стокгольмську вищу вчительську семінарію.
Здобувши освіту, Аліса поїхала до Фінляндії й рік працювала там гувернанткою. У 1884 році вона навчала дітей книговидавця Франса Бейєра й у його стокгольмському домі познайомилася з Якобом Теґнером (1851—1926) — сином пастора Крістофера Теґнера і Емми Софії, уродженої Кінберг. Якоб Теґнер був онук Есаяса Теґнера і рідний брат Есаяса Теґнера-молодшого. Якоб і Аліса мали спільні уподобання — зокрема, музику. Вони грали і співали разом, а в 1885 році одружилися. У них було два сини — Єста (* 1887) і Торстен (1888—1977).
Якоб Теґнер працював окружним суддею, а згодом став секретарем Верховного суду в Стокгольмі. Також обіймав посади секретаря Товариства шведських видавців і редактора журналу Svenska Bokhandelstidningen.
1891 року родина Теґнерів переселилась у віллу в Юршгольмі / Djursholm, й Аліса стала центральною фігурою музичної діяльності в цьому аристократичному житловому масиві Стокгольма. Удома в Теґнерів співали Алісині дитячі пісні, які через приятелів їхніх дітей поширювалися на весь Юршгольм, а тоді й на всю столицю. У 1892 році її шваґер — видавець Фредрік Скуґлунд, випустив у світ першу збірку пісень Аліси Теґнер «Співай разом з нами, мамо!» / Sjung med oss, Mamma!, а після того — загалом дев'ять пісенних збірок у 1892 − 1934 роках.
На шістдесяті роковини авторки у пресі опублікували статті про її творчу діяльність. На той час Теґнери мешкали в Туллінґешені / Tullingesjön — кварталі на півдні Стокгольма.
Аліса Теґнер вчителювала в Юршгольмській середній школі. З 1898 року була кантором у Юршгольмській каплиці, де служив пастором Натанаель Бесков.
Сім'я Теґнерів провела багато літніх відпусток у місцині Південна Лука / Södra Äng, що в Урмарюді / Ormaryd — маленькому селі в Смоланді, між Несше / Nässjö і Екше / Eksjö. Там, на Алісине бажання, 1897 року спорудили віллу «Сула» / Villa Sola.
У 1943-му Аліса Теґнер померла. Її поховали на Юршгольмському цвинтарі.

## Творчість
Алісу Теґнер вважають найвидатнішою авторкою шведських дитячих пісень у першій половині ХХ століття. Вона була одна з перших, що в таких творах подали перспективу бачення самої дитини — у такий спосіб, як це згодом робила Астрід Ліндґрен у своїх дитячих книжках. Твори Аліси Теґнер на слова її самої та інших авторів зібрано передусім у книжці «Співай разом з нами, мамо!».
Крім дитячих пісень, Аліса Теґнер писала романси, хорові твори — зокрема кантати, твори для фортепіано та віолончелі й скрипкові сонати. Не хотіла, щоб її вважали тільки «дитячою пісняркою». Черпала натхнення із шведського музичного фольклору й творчості композиторів Фелікса Мендельсона та Роберта Шумана.

## Нагороди і відзнаки
- 1914 — Litteris et Artibus — королівська медаль, якою нагороджують «за видатний творчий внесок у музику, сценічне мистецтво і літературу»
- 1926 — Членство (№ 584) у Шведській королівській музичній академії
- 1929 — Перша премія в конкурсі композиторів, що організувала газета Idun

## Фонд Аліси Теґнер
У 1940 році з нагоди свого 75-річчя Аліса Теґнер виділила кошти для Шведського товариства вчителів початкової школи, які стали основою Фонду Аліси Теґнер. Він матеріально сприяє розвитку вокальної освіти в початкових класах шкіл Швеції. Пісенник «Заспіваймо» / Nu ska vi sjunga розроблено з ініціативи Аліси Теґнер і частково фінансовано за рахунок її фонду. Ця книжка вийшла 1943 року, її ілюструвала Ельза Бесков.

## Ушанування
- На честь століття від дня народження Аліси Теґнер у 1964 році Карлсгамнська комуна заснувала стипендію її імені, яку виділяють особам, пов'язаним із Карлсгамном, що активно працюють у галузі культури[7].
- У зв'язку з 50-літтям від дня смерті композиторки 1993 року засновано Музичну премію імені Аліси Теґнер (25 000 крон), яку присуджують за видатний внесок у музику для дітей і в музичну освіту дітей. Премією нагороджують що два роки на фестивалі «Дні Аліси Теґнер у Карлсгамні»[8].
- У 2006 році нащадки композиторки створили в Мальме Товариство Аліси Теґнер, що сприяє збереженню пам'яті про її життя та творчість[9].
- Іменем Аліси Теґнер названо провулок — Alice Tegnérs stig — в Седертельє і вулиці — Alice Tegnérs väg — у шведських містах Стокгольм, Бутчюрка, Седертельє і Карлсгамн.
- Що два роки у Карлсгамні організовують фестиваль «Дні Аліси Теґнер».

## Окремі твори

### Інструментальна музика
- Courage, для фортепіано
- Madame X, для фортепіано
- Etude, Ess-dur, для фортепіано
- Etude (à la Chopin), для фортепіано
- Etude romantique, 1925, для фортепіано
- Sonat, для скрипки і фортепіано, 1901
- Långsam vals, 1923, для скрипки і фортепіано
- Melodi, для віолончелі і фортепіано
- Romans, для віолончелі і фортепіано
- Barnen dansa, для віолончелі і фортепіано

### Вокальна музика
Для конкурсу авторських пісень у народному дусі
- Hell, vårt land!, слова: Alice Tegnér
- Du svenska bygd, du hem i nord, слова: Birger Mörner
- Du ärorika fosterland, слова за: Bernhard Elis Malmström

#### Дитячі пісні
- Akta skogen (слова: Disa Beijer)
- Asarumsdalen
- Barnen leka 'mamma och barn' (перекладний текст)
- Baka kaka

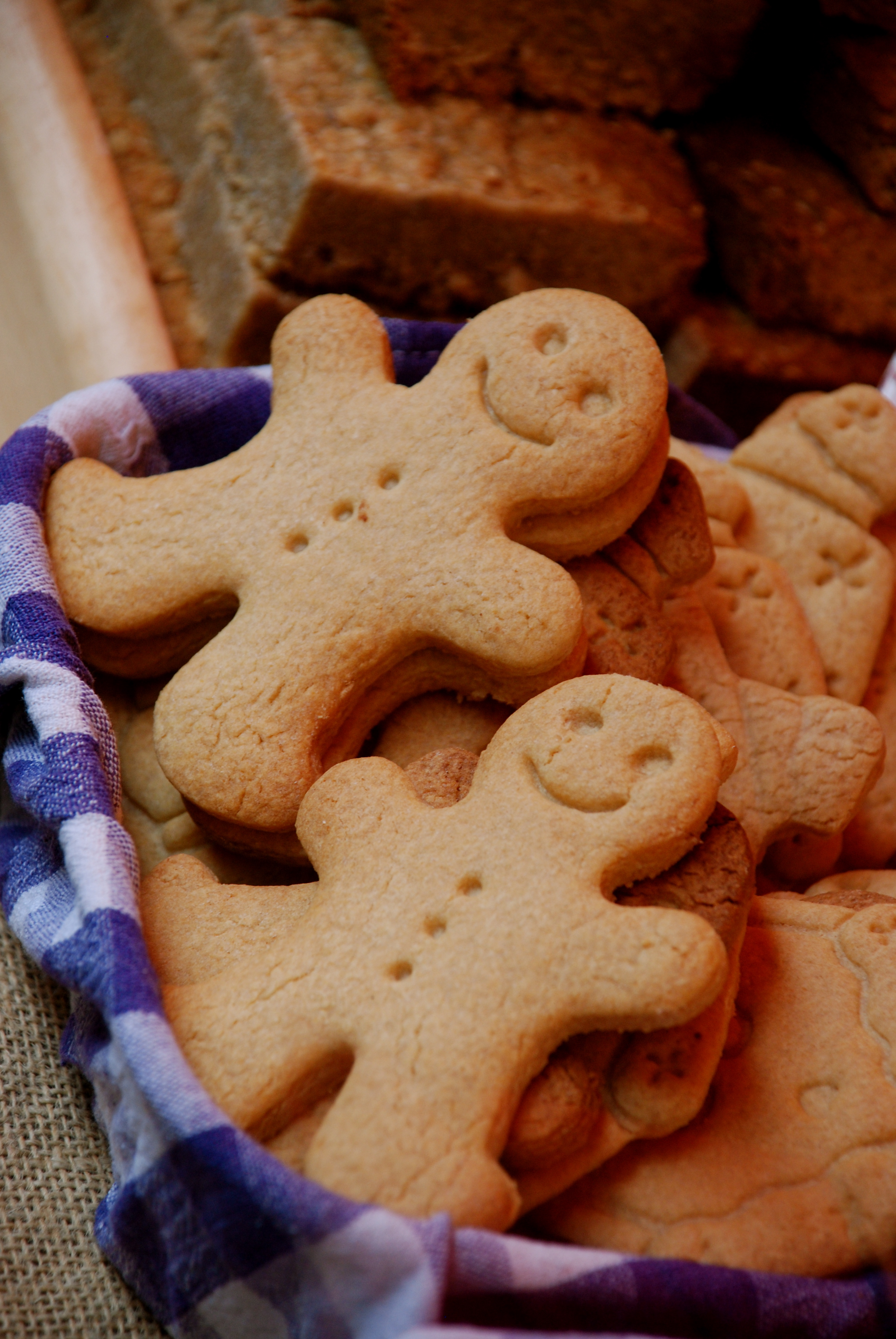
Натуральна ілюстрація до пісні Аліси Теґнер Три пряникові чоловічки / Tre pepparkaksgubbar.

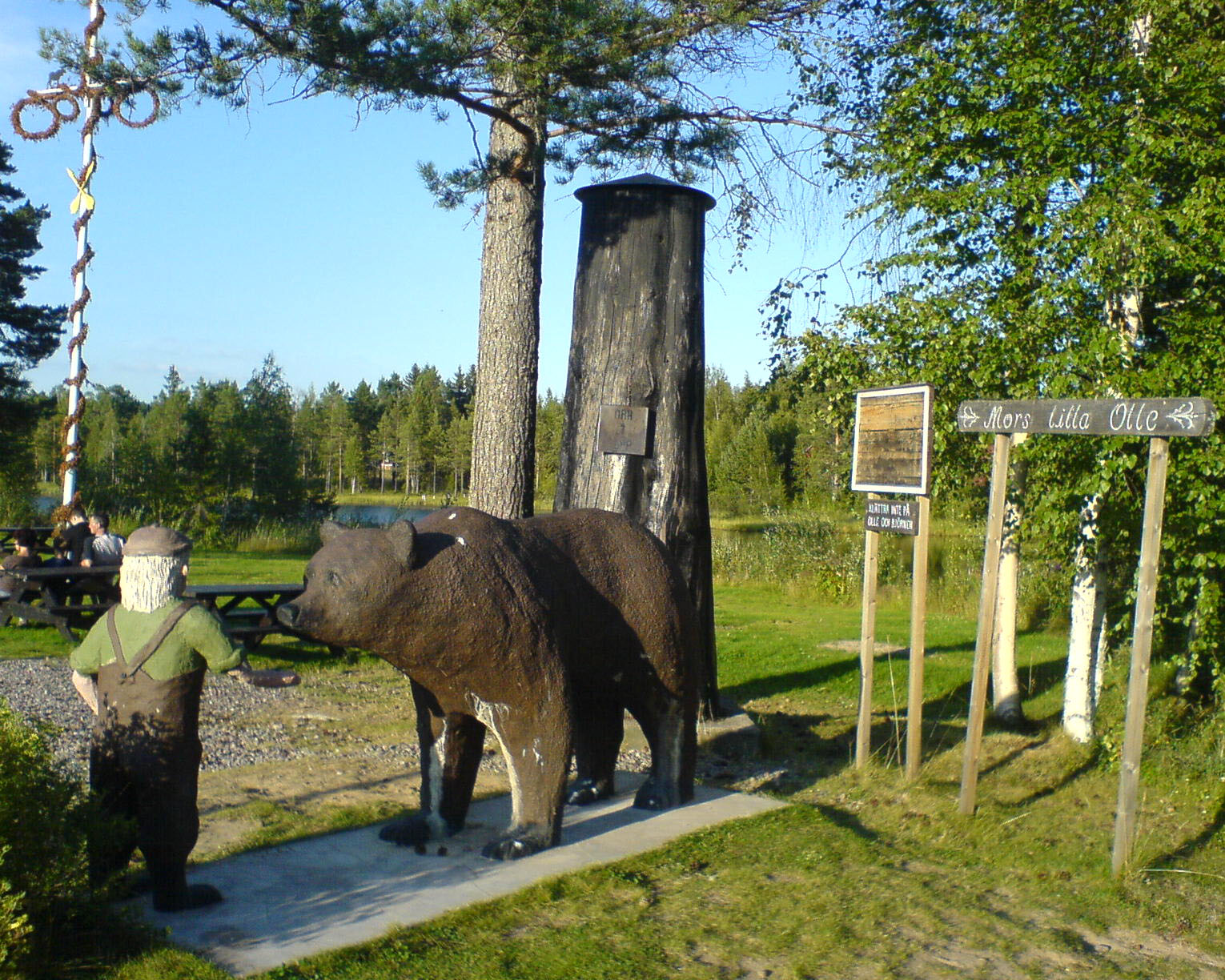
Дерев'яна скульптура за мотивами дитячої пісні Аліси Теґнер «Малий мамин Улле» / Mors lilla Olle. Околиці містечка Särna в комуні Ельвдален.

- Blåsippor (слова: Anna Maria Roos)
- Borgmästar Munthe
- Bä, bä, vita lamm
- Dansa min docka
- Danslåt (слова: Astrid Gullstrand)
- Ekorren (Ekorr'n satt i granen)
- Gud, som haver barnen kär (покладено на музику старовинну шведську дитячу молитву)
- Hemåt i regnväder (слова: Zacharias Topelius)
- I skogen
- Julbocken (sång)|Julbocken
- Katten och svansen (покладено на музику давній вірш)
- Klockan tolv (слова: L. G. Sjöholm)
- Kring julgranen
- Lasse liten (слова: Zacharias Topelius)
- Majas visa («När Lillan kom till jorden»)
- Marschlek
- Mors lilla Olle (слова за мотивами вірша Stark i sin oskuld — Wilhelm von Braun)
- Mors namnsdag (слова: Paul Nilsson)
- Månaderna (покладено на музику давній вірш)
- Skogsblommorna till barnen (слова: Elsa Beskow)
- Sockerbagaren
- Solvisa
- Solstrålen (слова: Anna Virgin)
- Tre pepparkaksgubbar (слова: Astrid Gullstrand)
- Tummeliten
- Ute blåser sommarvind
- Vart ska du gå (Vart ska du gå, min lilla flicka?, покладено на музику давній вірш)
- Videvisan (Sov, du lilla vide ung). Слова: Zacharias Topelius
- Årstiderna

#### Вокально-фортепіанні твори
- Betlehems stjärna (Gläns över sjö och strand). Слова: Viktor Rydberg
- Jag är så glad, att jag är svensk (слова: Paul Nilsson)
- Var är den vän, som överallt jag söker

#### Для жіночого хору
- Ave Maria
- Birgittahymnen (Ros, den himmelsk dagg bestänker), слова: Nicolaus Hermanni, переклад: Johan Bergman

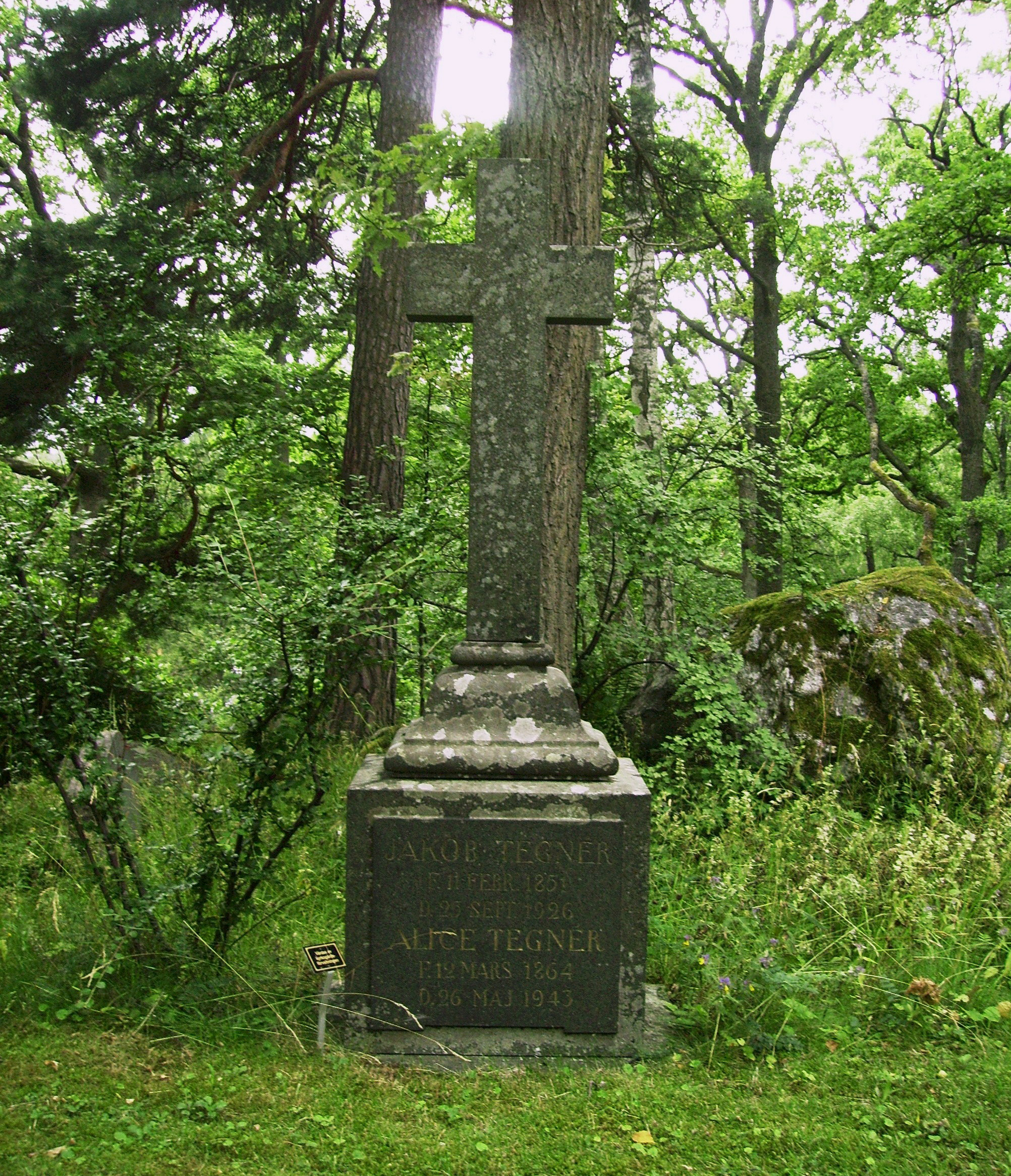
Могила Аліси Теґнер. Стокгольм, Юршгольмський цвинтар.

- Du ringa stad
- Godnattsång
- Helige Ande
- I natten
- I skogen
- Julens gåva
- Julottan
- Kvällsång
- Lycksalighetens ö
- Min älskling
- O Betlehem
- O salve Regina
- Om natten
- Sköna klang
- Stjärnenatt
- Vid juletid

#### Для чоловічого хору
- Hembygdssång (Hell dig vår hembygd), присвячено чоловічому хору в Бурео, слова: Karl Johan Åkerström
- En idrottssång (Blåser en vårvind i Sverige), слова: Karl-Erik Forsslund

#### Для змішаного хору
- Advent
- Betlehem
- Böljebyvals
- Dagg faller
- Ej med klagan
- En hymn till stjärnan
- Gör portarna höga
- Herren är min Herde
- Herren är mitt ljus
- Kvällssång
- Loven Gud i himmelsfröjd
- Loven Herren som i höjden bor
- Långfredagsmotett
- Min älskling
- Morgon och kväll
- Morgonsol och aftonstjärna
- O Betlehem
- Saliga
- Trettondagshymn (Mörker övertäcker jorden), 1898, Для змішаного хору і органа
- Vad rätt du tänkt

#### Кантати
- Kantat vid Anna Sandströms skolas femtioårsjubileum (Ännu i Humlegården)
- Kantat vid Börstils kyrkas invigning (Herre, giv vår längtan vingar!)
- Kantat vid invigningen af K.F.U.K: s byggnad 29.12.1907, (Gör portarna höga)
- Kantat vid invigningen av Östhammars kyrka 1925 (Allt är förgängligt)
- Kantat vid Kjellbergska skolans 100-årsjubileum 1935 (Ett sekels dagar svunnit)
- Kantat vid nyinvigningen av Lyceum för flickor i Stockholm 1939 (Sverige vår moder kära)
- Kantat vid Säbyholms-skolans (Sunnerdahls hemskolas) 25-års-fest 1936 (Vid sotig härd)

### Пісенники
- Småjäntorna och andra visor (Ritade av Ottilia Adelborg; Musik av Alice Tegnér). Stockholm: Skoglund. 1912. Libris 18235488

## Зовнішні зв'язки
- Твори Аліси Теґнер у Королівській бібліотеці
- Товариство Аліси Теґнер [Архівовано 13 лютого 2013 у Wayback Machine.]
- Släkten Tegnér [Архівовано 6 червня 2002 у Wayback Machine.]
- Твори Аліси Теґнер у Libris [Архівовано 7 листопада 2017 у Wayback Machine.]
- Пісня Аліси Теґнер «Малий мамин Улле» / Mors lilla Olle на YouTube [Архівовано 17 грудня 2015 у Wayback Machine.]
- Пісня Аліси Теґнер Три пряникові чоловічки / Tre pepparkaksgubbar на YouTube